# 손현주
손현주(孫賢周, 1965년 6월 24일 ~ )는 대한민국의 배우이다.

## 학력
- 양정중학교 졸업
- 대원고등학교 졸업
- 중앙대학교 예술대학 연극영화학 학사
- 중앙대학교 대학원 예술학 졸업

## 생애
서울특별시 노원구 상계동에서  2남 1녀 중 둘째로 태어났다. 1991년 KBS 14기 공채 탤런트로 데뷔했다.
1996년에 출연한 드라마 《첫사랑》에서 주정남 역을 맡아 '보고 있어도 보고 싶은 그대'라는 타이틀 곡으로 음반을 출시하기도 하였다.
2012년에 화제를 불러 일으킨 SBS 드라마 《추적자 THE CHASER》에서 '백홍석' 역으로 연기력을 인정받아 그 해 SBS 연기대상을 수상했으며, 이 때를 기점으로 연기의 폭을 넓혔다. 2013년에 개봉한 영화 《숨바꼭질》에서는 스크린에 나선 이래 처음으로 주연을 맡았다.

## 출연 작품

### 영화
- 1996년 영화 《피아노 맨》 ... 김 형사 역
- 1998년 영화 《기막힌 사내들》 ... 불행한 죄수 역
- 1999년 영화 《간첩 리철진》 ... 우열 선생 역 (특별출연)
- 2001년 영화 《킬러들의 수다》 ... 탁문배 역
- 2004년 영화 《맹부삼천지교》 ... 돼지 아빠 역
- 2004년 영화 《라이어》 ... 박 형사 역
- 2004년 영화 《투 가이즈》 ... 임 차장 역
- 2005년 영화 《이대로, 죽을 순 없다》 ... 강종태 역
- 2006년 영화 《연리지》 ... 민 과장 역
- 2007년 영화 《펀치 레이디》 ... 김수현 역
- 2008년 영화 《더 게임》 ... 민태석 역
- 2013년 영화 《은밀하게 위대하게》 ... 김태원 역
- 2013년 영화 《숨바꼭질》 ... 백성수 역
- 2015년 영화 《악의 연대기》 ... 최창식 반장 역
- 2015년 영화 《더 폰》 ... 고동호 역
- 2016년 영화 《사냥》 ... 손 반장 역
- 2016년 단편영화 《이중보호》
- 2017년 영화 《보통사람》 ... 강성진 역
- 2017년 영화 《리얼》 ... 재활환자 역 (특별출연)
- 2019년 영화 《광대들: 풍문조작단》 ... 한명회 역
- 2022년 영화 《봄날》 ... 강호성 역
- 2022년 영화 《한산: 용의 출현》 ... 원균 역
- 2022년 영화 《더 킬러:죽어도 되는 아이
- 2025년 영화 《소주전쟁》 ... 석진우 역

### 드라마
| 연도   | 방송사     | 제목                                                     | 역할                    | 비고         |
| ------ | ---------- | -------------------------------------------------------- | ----------------------- | ------------ |
| 1991년 | KBS2       | 수목드라마 《아스팔트 내 고향》                          |                         |              |
| 1991년 | KBS2       | 주말연속극 《여자의 시간》                               |                         |              |
| 1992년 | KBS2       | 월화드라마 《형》                                        | 머슴 낙철               |              |
| 1993년 | KBS2       | 《합이 셋이오》                                          | 안장배                  |              |
| 1993년 | KBS1       | 추석특집극 - 달빛 고향                                   |                         |              |
| 1994년 | MBC        | 캠퍼스 연가                                              |                         |              |
| 1994년 | KBS2       | 주말연속극 《딸부잣집》                                  | 심사위원                |              |
| 1995년 | SBS        | 특별기획 《모래시계》                                    | 박태수의 부하 정인영    |              |
| 1995년 | KBS1       | 일일연속극 《바람은 불어도》                             | 김진국                  |              |
| 1995년 | SBS        | 특별기획 《코리아게이트》                                | 육군 보병부대장 김윤호  |              |
| 1996년 | MBC        | 아침드라마 《달콤한 인생》                               | 제갈대봉                |              |
| 1996년 | MBC        | MBC 베스트극장 - 젓가락 행진곡                           | 인팔                    | 단막극       |
| 1996년 | MBC        | MBC 베스트극장 - 기다리는 이에게                         | 정석                    | 단막극       |
| 1996년 | SBS        | 드라마스폐셜 《8월의 신부》                              |                         |              |
| 1996년 | KBS2       | 《컬러 - 화이트》                                        |                         | 제1화        |
| 1996년 | KBS2       | 주말연속극 《첫사랑》                                    | 주정남                  |              |
| 1996년 | MBC        | MBC 베스트극장 - 냉장고 문을 여는 남자                   |                         | 단막극       |
| 1996년 | MBC        | 일일연속극 《서울 하늘 아래》                            |                         |              |
| 1997년 | MBC        | MBC 베스트극장 - 엘리베이터에서 스치다                   |                         | 단막극       |
| 1997년 | KBS2       | 일요아침드라마 《행복한 아침》                           |                         |              |
| 1997년 | MBC        | MBC 베스트극장 - 사랑한다면 그녀처럼                     | 성준                    | 단막극       |
| 1997년 | MBC        | MBC 베스트극장 - 어느 봄날의 동화                        |                         | 단막극       |
| 1997년 | SBS        | 드라마스페셜 《달팽이》                                  |                         |              |
| 1997년 | MBC        | 8.15 특집극 - 《객사》                                   |                         | 단막극       |
| 1997년 | MBC        | MBC 베스트극장 - 꽃파는 남자들                           |                         | 단막극       |
| 1998년 | KBS2       | 특집드라마 《아빠를 찾아주세요》                         |                         |              |
| 1998년 | MBC        | 아침드라마 《맏이》                                      | 동주                    |              |
| 1998년 | KBS1       | 《대추나무 사랑 걸렸네》                                 |                         | 852부작      |
| 1998년 | KBS1       | 설특집극 - 귀향, 그 짧은 이야기                          |                         |              |
| 1998년 | KBS2       | 월화드라마 《거짓말》                                    | 성우의 사무실 직원 재석 |              |
| 1998년 | SBS        | 일일드라마 《미우나 고우나》                             | 만수                    |              |
| 1999년 | MBC        | MBC 베스트극장 - 소영이 즈그 엄마                        | 광식                    | 단막극       |
| 1999년 | SBS        | 드라마스페셜 《해피투게더》                              | 박하                    | 1            |
| 1999년 | KBS2       | KBS 드라마시티 - 서른 한살의 첫 키스                     |                         | 단막극       |
| 1999년 | KBS2       | 설특집극 - 아름다운 비밀                                 |                         | 단막극       |
| 1999년 | KBS1       | 일일연속극 《해뜨고 달뜨고》                             |                         | 140부작      |
| 1999년 | SBS        | 일요아침드라마 《달콤한 신부》                           | 경대                    | 28부작       |
| 2000년 | SBS        | 월화드라마 《도둑의 딸》                                 | 강민규                  |              |
| 2000년 | MBC        | MBC 베스트극장 - 내 인생의 스타카토                      | 상현                    | 단막극       |
| 2001년 | MBC        | MBC 베스트극장 - 크리스마스에게 보내는 편지              | 진구                    | 단막극       |
| 2001년 | KBS2       | 일요아침드라마 《학교 4》                                | 오달성                  |              |
| 2001년 | MBC        | 일일연속극 《결혼의 법칙》                               | 황복수                  |              |
| 2002년 | KBS1       | 일일연속극 《당신 옆이 좋아》                            | 최민기                  |              |
| 2002년 | SBS        | 주말극장 《그 여자 사람잡네》                            | 오만수                  |              |
| 2003년 | MBC        | 월화드라마 《러브레터》                                  | 베드로 신부             |              |
| 2003년 | MBC        | 수목미니시리즈 《앞집 여자》                             | 상태                    |              |
| 2003년 | SBS        | 아침연속극 《당신 곁으로》                               | 원준                    |              |
| 2004년 | KBS2       | 주말연속극 《애정의 조건》                               | 노광택                  |              |
| 2004년 | SBS        | 오픈드라마 남과 여 - 술집여 단                           | 대영                    | 단막극       |
| 2004년 | MBC        | MBC 베스트극장 - 형님이 돌아왔다                         | 노숙자                  | 단막극       |
| 2004년 | MBC        | 소설극장 - 《열정》                                      | 강우식                  |              |
| 2004년 | KBS2       | KBS 드라마시티 - 아내의 일기                             | 윤철                    | 단막극       |
| 2005년 | MBC        | MBC 베스트극장 - 나는 살고 싶다                          | 상우                    | 단막극       |
| 2005년 | SBS        | 드라마스페셜 《돌아온 싱글》                             | 표일도                  |              |
| 2005년 | KBS2       | KBS 드라마시티 - 기억이 사랑에게 묻다                    | 박종우                  | 단막극       |
| 2005년 | KBS2       | 수목드라마 《장밋빛 인생》                               | 반성문                  |              |
| 2006년 | MBC        | 수목미니시리즈 《여우야 뭐하니》                         | 박병각                  |              |
| 2006년 | SBS        | 성탄특집극 - 나의 사랑 클레멘타인                        | 장달호                  |              |
| 2007년 | MBC        | 월화미니시리즈 《히트》                                  | 조규원                  |              |
| 2007년 | SBS        | 드라마 스페셜 《완벽한 이웃을 만나는 법》                | 양덕길                  |              |
| 2007년 | KBS2       | 가정의 달 특집극 - 《우리를 행복하게 하는 몇 가지 질문》 | 선재 형                 |              |
| 2007년 | SBS        | 특별기획 《조강지처 클럽》                               | 길억                    |              |
| 2008년 | SBS        | 월화드라마 《타짜》                                      | 고광열                  |              |
| 2009년 | KBS2       | 주말연속극 《솔약국집 아들들》                           | 송진풍                  |              |
| 2009년 | SBS        | 월화드라마 《천사의 유혹》                               | 찜질방 남자             | 특별 출연    |
| 2010년 | SBS        | 월화드라마 《제중원》                                    | 허위 장군               |              |
| 2010년 | MBC        | 3.15특집극 - 누나의 3월                                  | 박종표                  |              |
| 2010년 | SBS        | 주말극장 《이웃집 웬수》                                 | 김성재                  |              |
| 2010년 | KBS2       | KBS 드라마 스페셜 - 텍사스 안타                          | 재훈                    | 단막극       |
| 2010년 | KBS1       | 크리스마스 특집극 《고마워 웃게해줘서》                  |                         | 특별 출연    |
| 2011년 | SBS        | 주말극장 《웃어요, 엄마》                                | 의장                    | 특별 출연    |
| 2011년 | KBS2       | 주말연속극 《사랑을 믿어요》                             | 손현주                  | 특별 출연    |
| 2011년 | KBS2       | KBS 드라마 스페셜 연작 시리즈 - 특별수사대 MSS           | 황준성                  | 4부작 단막극 |
| 2011년 | KBS2       | KBS 드라마 스페셜 연작 시리즈 - 완벽한 스파이            | 청소부                  | 4부작 단막극 |
| 2011년 | KBS2       | KBS 드라마 스페셜 - 남자가 운다                          | 박남수                  | 단막극       |
| 2011년 | SBS        | 특별기획 《폼나게 살거야》                               | 나대라                  |              |
| 2012년 | SBS        | 월화드라마 《부탁해요 캡틴》                             | 장대연                  | 특별 출연    |
| 2012년 | KBS2       | KBS 드라마 스페셜 연작 시리즈 - 강철본색                 | 임금                    | 4부작 단막극 |
| 2012년 | SBS        | 월화드라마 《추적자 THE CHASER》                         | 백홍석                  |              |
| 2013년 | SBS        | 월화드라마 《황금의 제국》                               | 최민재                  |              |
| 2014년 | SBS        | 드라마 스페셜 《쓰리 데이즈》                            |                         |              |
| 2016년 | tvN        | 금토드라마 《시그널》                                    | 장영철                  | 특별 출연    |
| 2017년 | tvN        | 수목드라마 《크리미널 마인드》                           | 강기형                  |              |
| 2019년 | KBS2       | 수목드라마 《저스티스》                                  | 송우용                  |              |
| 2020년 | JTBC       | 금토드라마 《이태원 클라쓰》                             | 박성일                  |              |
| 2020년 | JTBC       | 월화드라마 《모범형사》                                  | 강도창                  |              |
| 2022년 | MBC, WAVVE | 금토드라마 《트레이서》                                  | 인태준                  |              |
| 2022년 | MBC, WAVVE | 금토드라마 《트레이서 시즌2》                            | 인태준                  |              |
| 2022년 | JTBC       | 토일드라마 《모범형사 2》                                | 강도창                  |              |
| 2024년 | tvN        | 토일드라마 《세작, 매혹된 자들》                         | 강항순                  | 16부작       |
| 2024년 | ENA        | 월화드라마 《유어 아너》                                 | 송판호                  | 10부작       |

## 연기 외 활동

### 텔레비전 프로그램
| 연도   | 방송사 | 제목                                             | 역할        | 비고                               |
| ------ | ------ | ------------------------------------------------ | ----------- | ---------------------------------- |
| 1997년 | KBS1   | TV는 사랑을 싣고                                 | 게스트      | 134회                              |
|        | MBC    | MBC 프라임 - 위험한 행운                         | 내레이션    |                                    |
| 2010년 | MBC    | MBC스페셜 - 내 어머니, 박경리                    | 내레이션    |                                    |
| 2011년 | SBS    | 브라보! 인생역전                                 | 내레이션    |                                    |
| 2013년 | SBS    | 땡큐                                             | 게스트      | 22회                               |
| 2013년 | SBS    | 런닝맨                                           | 게스트      | 158회                              |
| 2015년 | SBS    | 힐링캠프, 기쁘지 아니한가                        | 게스트      | 181회, 183회                       |
| 2015년 | SBS    | 런닝맨                                           | 게스트      | 246회                              |
| 2017년 | tvN    | 현장토크쇼 택시                                  | 게스트      | 470회                              |
| 2017년 | SBS    | 판타스틱 듀오 2                                  | 특별 게스트 |                                    |
| 2017년 | KBS2   | 해피투게더 3                                     | 게스트      | 490회, 491회('사우나 리턴즈' 특집) |
| 2018년 | KBS1   | 보도특집 1945 이키섬 - 부서진 기억이 데려가는 곳 | 내레이션    |                                    |
| 2020년 | KBS2   | 슈퍼맨이 돌아왔다                                | 게스트      | 327회                              |
| 2020년 | KBS2   | 다큐멘터리 3일                                   | 내레이션    | 643회                              |
| 2021년 | TV조선 | 식객 허영만의 백반기행                           | 게스트      | 85회                               |
| 2021년 | MBC    | 손현주의 간이역                                  | MC          |                                    |

### 라디오 프로그램
| 연도   | 방송사     | 제목                            | 역할   | 비고                   |
| ------ | ---------- | ------------------------------- | ------ | ---------------------- |
| 2015년 | EBS        | EBS 책 읽는 라디오 낭독 시리즈  | 낭독자 |                        |
| 2015년 | SBS 파워FM | 두시탈출 컬투쇼                 | 게스트 | 2015년 5월 9일 방송분  |
| 2015년 | MBC FM4U   | 써니의 FM 데이트                | 게스트 | 2015년 5월 14일 방송분 |
| 2017년 | SBS 파워FM | 박선영의 씨네타운 - 씨네 초대석 | 게스트 | 2017년 3월 6일 방송분  |
| 2017년 | SBS 파워FM | 두시탈출 컬투쇼 - 특별 초대석   | 게스트 | 2017년 3월 30일 방송분 |

### 광고
| 연도            | 광고명                                                                                    |
| --------------- | ----------------------------------------------------------------------------------------- |
| 1997년          | - 경동보일러 - 세콤에스원 - 동화약품 후시딘 (With 송채환) - 롯데제과 쌀로별 (with 박중훈) |
| 2005년          | - 상호저축은행 - CJ제일제당 해찬들 태양초고추장                                           |
| 2005년 ~ 2008년 | - 일동제약 아로나민 씨, 아로나민 씨 플러스 (with 최진실)                                  |
| 2006년          | - 농심 짜파게티 (With 김석)                                                               |
| 2008년          | - KT                                                                                      |
| 2009년 ~ 2011년 | - 일동제약 아로나민 골드                                                                  |
| 2011년          | - 채선당 샤브샤브                                                                         |
| 2012년          | - 한국토지주택공사 LH                                                                     |
| 2013년          | - hy 쿠퍼스 프리미엄 - 고용노동부 한국장애인고용공단 - 삼성생명                           |
| 2013년 ~ 2014년 | - 안성맞춤랜드                                                                            |
| 2014년          | - 2014 완도국제해조류박람회                                                               |
| 2015년          | - 스탠다드차타드은행                                                                      |
| 2016년          | - NK뷰키트 - SC제일은행                                                                   |
| 2016년 ~ 2017년 | - SK 지크 (with 이성민, 신하균, 김희원)                                                   |
| 2020년          | - 중앙자살예방센터                                                                        |

## 홍보대사
| 연도   | 광고명                                                                                            |
| ------ | ------------------------------------------------------------------------------------------------- |
| 2009년 | - 인천정신보건센터 홍보대사                                                                       |
| 2010년 | - 경기도 안성시 홍보대사                                                                          |
| 2011년 | - 서울해바라기 여성아동센터 홍보대사 - 서울지방경찰청 명예경찰관 - 서울특별시 보라매병원 홍보대사 |
| 2012년 | - 우정총국우체국 명예우정총판                                                                     |
| 2013년 | - 아프리카의 친구들 홍보대사                                                                      |
| 2016년 | - 2018 평창동계올림픽 및 2018 동계 패럴림픽 홍보대사                                              |

## 수상 및 후보
| 연도 | 시상식                        | 부문                              | 작품                                          | 결과 |
| ---- | ----------------------------- | --------------------------------- | --------------------------------------------- | ---- |
| 1995 | KBS 연기대상                  | 남자 신인연기상                   | 바람은 불어도                                 | 후보 |
| 1996 | KBS 연기대상                  | 남자 조연상                       | 첫사랑                                        | 수상 |
| 1996 | KBS 연기대상                  | 남자 인기상                       | 첫사랑                                        | 후보 |
| 1998 | 제19회 청룡영화상             | 남우조연상                        | 기막힌 사내들                                 | 후보 |
| 2000 | SBS 연기대상                  | 우정상                            | 빈칸                                          | 수상 |
| 2000 | SBS 연기대상                  | 남자 우수연기상                   | 도둑의 딸                                     | 후보 |
| 2001 | SBS 연기대상                  | 남자 조연상                       | 도둑의 딸                                     | 수상 |
| 2002 | KBS 연기대상                  | 남자 조연상                       | 당신 옆이 좋아                                | 수상 |
| 2003 | MBC 연기대상                  | 남자 최우수연기상                 | 앞집 여자                                     | 후보 |
| 2003 | MBC 연기대상                  | 베스트 커플상 (with 유호정)       | 앞집 여자                                     | 후보 |
| 2005 | SBS 연기대상                  | 남자 조연상                       | 돌아온 싱글                                   | 후보 |
| 2005 | KBS 연기대상                  | 베스트 커플상 (with 최진실)       | 장밋빛 인생                                   | 수상 |
| 2005 | KBS 연기대상                  | 남자 우수연기상                   | 장밋빛 인생                                   | 수상 |
| 2006 | 제42회 백상예술대상           | TV부문 남자 최우수연기상          | 장밋빛 인생                                   | 후보 |
| 2007 | SBS 연기대상                  | 미니시리즈 부문 남자 조연상       | 완벽한 이웃을 만나는 법                       | 후보 |
| 2008 | 제45회 대종상                 | 남우조연상                        | 더 게임                                       | 후보 |
| 2008 | SBS 연기대상                  | 특별기획부문 남자 조연상          | 타짜                                          | 수상 |
| 2009 | KBS 연기대상                  | 대상                              | 솔약국집 아들들                               | 후보 |
| 2009 | KBS 연기대상                  | 남자 최우수연기상                 | 솔약국집 아들들                               | 수상 |
| 2009 | KBS 연기대상                  | 장편드라마부문 남자 우수연기상    | 솔약국집 아들들                               | 후보 |
| 2009 | KBS 연기대상                  | 남자 네티즌상                     | 솔약국집 아들들                               | 후보 |
| 2009 | KBS 연기대상                  | 베스트 커플상 (with 박선영)       | 솔약국집 아들들                               | 후보 |
| 2010 | 제1회 대한민국 대중문화예술상 | 한국콘텐츠진흥원장 표창           | 빈칸                                          | 수상 |
| 2010 | KBS 연기대상                  | 남자 연작·단막극상                | KBS 드라마 스페셜 - 텍사스 안타               | 수상 |
| 2010 | SBS 연기대상                  | 연속극부문 남자 최우수연기상      | 이웃집 웬수                                   | 수상 |
| 2011 | 제48회 저축의 날              | 금융위원장 표창                   | 빈칸                                          | 수상 |
| 2011 | SBS 연기대상                  | 주말·연속극부문 남자 최우수연기상 | 폼나게 살거야                                 | 후보 |
| 2011 | KBS 연기대상                  | 남자 연작·단막극상                | KBS 드라마 스페셜 연작 시리즈 - 완벽한 스파이 | 후보 |
| 2012 | 제5회 코리아 드라마 어워즈    | 남자 최우수연기상                 | 추적자                                        | 후보 |
| 2012 | 제5회 코리아 드라마 어워즈    | 대상                              | 추적자                                        | 후보 |
| 2012 | 제1회 에이판 스타 어워즈      | 남자 최우수연기상                 | 추적자                                        | 후보 |
| 2012 | 제1회 에이판 스타 어워즈      | 대상                              | 추적자                                        | 수상 |
| 2012 | SBS 연기대상                  | 10대 스타상                       | 추적자                                        | 수상 |
| 2012 | SBS 연기대상                  | 미니시리즈부문 남자 최우수연기상  | 추적자                                        | 후보 |
| 2012 | SBS 연기대상                  | 대상                              | 추적자                                        | 수상 |
| 2013 | 제49회 백상예술대상           | TV부문 남자 최우수연기상          | 추적자                                        | 수상 |
| 2013 | 제40회 한국방송대상           | 연기자부문 개인상                 | 추적자                                        | 수상 |
| 2014 | 제50회 백상예술대상           | 영화부문 남자 최우수연기상        | 숨바꼭질                                      | 후보 |
| 2014 | 제23회 부일영화상             | 남우주연상                        | 숨바꼭질                                      | 후보 |
| 2014 | SBS 연기대상                  | 미니시리즈부문 남자 우수연기상    | 쓰리 데이즈                                   | 후보 |
| 2015 | 한국영화를 빛낸 스타상 시상식 | 대한민국 톱스타상                 | 악의 연대기                                   | 수상 |
| 2015 | 제52회 대종상                 | 남우주연상                        | 악의 연대기                                   | 후보 |
| 2017 | 제39회 모스크바국제영화제     | 남우주연상                        | 보통사람                                      | 수상 |
| 2017 | 한국영화를 빛낸 스타상 시상식 | 스타상                            | 보통사람                                      | 수상 |
| 2017 | 제8회 대한민국 대중문화예술상 | 대통령 표창                       | 빈칸                                          | 수상 |
| 2019 | KBS 연기대상                  | 대상                              | 저스티스                                      | 후보 |
| 2019 | KBS 연기대상                  | 남자 최우수연기상                 | 저스티스                                      | 후보 |
| 2019 | KBS 연기대상                  | 미니시리즈부문 남자 우수연기상    | 저스티스                                      | 후보 |
| 2019 | KBS 연기대상                  | 네티즌상 - 남자부문               | 저스티스                                      | 후보 |